# Копрас Коув (Тексас)
Копрас Коув (енгл. Copperas Cove) град је у америчкој савезној држави Тексас. По попису становништва из 2010. у њему је живело 32.032 становника.

## Демографија
Према попису становништва из 2010. у граду је живело 32.032 становника, што је 2.440 (8,2%) становника више него 2000. године.
| Група             | 2000.          | 2010.          |
| Белци             | 17.946 (60,6%) | 18.654 (58,2%) |
| Афроамериканци    | 6.047 (20,4%)  | 5.767 (18,0%)  |
| Азијати           | 798 (2,7%)     | 949 (3,0%)     |
| Хиспаноамериканци | 3.460 (11,7%)  | 4.811 (15,0%)  |
| Укупно            | 29.592         | 32.032         |